# Daisy Diamond
Daisy Diamond är en dansk film, regisserad av Simon Staho 2007, som berättar den tragiska historien om Anna som drömmer om att bli skådespelare. Huvudrollen spelas av Noomi Rapace, som vann det danska Bodilpriset för rollen. Dialogen är på svenska och danska. 

## Handling
Filmen börjar med en våldtäkt som omedelbart avslöjas vara en övning inför en filminspelning. Samma teknik används också senare i filmen, och tittaren blir tvungen att ta ställning till vad i filmen som sker i verkligheten och vad som bara är spel. Eftersom filmen är en film och inte en dokumentär, kan tittaren själv avgöra var i filmen gränsen går mellan 'fiktion' och 'verklighet'.